# Anopheles dispar
Anopheles dispar är en tvåvingeart som beskrevs av Rampa Rattanarithikul och Ralph E. Harbach 1990. Anopheles dispar ingår i släktet Anopheles och familjen stickmyggor.
Artens utbredningsområde är Filippinerna. Inga underarter finns listade i Catalogue of Life.